# Dr. Jekyll e Mr. Hyde: sull'orlo della follia
Dr. Jekyll e Mr. Hyde: sull'orlo della follia (Edge of Sanity) è un film del 1989, diretto da Gérard Kikoïne.
È un adattamento del racconto di Robert Louis Stevenson Lo strano caso del dr. Jekyll e mr. Hyde (The Strange Case of Dr. Jekyll and Mr. Hyde), con Anthony Perkins come protagonista.
Particolarmente grafico, il film si presenta come una combinazione tra i classici personaggi di Stevenson e la figura storica di Jack lo squartatore.

## Trama
Vittima di un trauma infantile, il dr. Henry Jekyll è perseguitato da incubi ricorrenti riguardanti una prostituta.
Durante una serie di esperimenti volti a creare un nuovo tipo di anestetico, Jekyll viene accidentalmente esposto ad una combinazione d'etere e cocaina, trasformandosi in un famigerato assassino di prostitute: Jack Hyde.

## Home video
In Italia il film è stato distribuito su DVD dalla Stormvideo nel 2007, dopo l'uscita al cinema.